# Алехандро Джамматтеї
Алехандро Джамматтеї (ісп. Alejandro Eduardo Giammattei Falla, нар. 9 березня 1956, Гватемала-сіті, Гватемала) — президент Гватемали з 14 січня 2020 року по 14 січня 2024 року, колишній директор пенітенціарної системи Гватемали (2006—2008), генеральний секретар партії «Вперед». Був кандидатом у президенти на виборах 2007, 2011, 2015 і 2019 років.

## Біографія
Алехандро Джамматтеї народився 9 березня 1956 року в столиці місті Гватемала. Навчався у приватному ліцеї Гватемала. З 1980 року вивчав медицину в Університеті Сан-Карлос.
В 1982—1986 роках працював консультантом Панамериканської організації охорони здоров'я при Організації американських держав, афілійованої з Всесвітньою організацією охорони здоров'я. В 1986—1990 роках служив при муніципальній пожежній охороні Гватемали, а також був директором організації міського громадського транспорту муніципалітету Гватемали. Після 1990 року був призначений генеральним директором муніципальної водопровідної компанії.

## Політична діяльність
Почав своє політичне життя, приймаючі участь у виборчій діяльності на виборах 1985, 1988 і 1990 років як генеральний координатор виборчих процесів, обійймаючи різні посади. Отримав визнання як на національному, так і на міжнародному рівнях через колишнього віце-президента Артуро Ербрюгеру. З 2000 року працював консультантом декількох компаній і приватних служб, коли також став власником декількох підприємств.
В 2006 році був призначений директором гватемальської пенітенціарної системи, в якій служив до 2008 року. Після вступу на посаду у нього було декілька конфліктів і звинувачень, в результаті чого ненадовго потрапив до в'язниці.
Тричі балотувався на президентських виборах. На виборах 2007 року був кандидатом від Великого національного альянсу (GANA), коли зайняв 3-е місце, отримавши 17,23 % голосів. На наступних виборах 2011 року був кандидатом від партії Центр соціальної дії, але через низку проблем зазнав нищівної поразки, набравши лише 1,04 % голосів, при цьому партія втратила всі свої парламентські місця. На виборах 2015 року брав участь у виборах від партії «Сила» і отримав 6,53 % голосів, закінчивши 4-м з 14 кандидатів.
В 2017 році заснував партію «Вперед», від якої балотувався на президентських виборах 2019 року.. Після першого туру набрав 13,95 % голосів і вийшов у 2-й тур виборів.
11 серпня 2019 переміг у другому турі з результатом 57,9 %, його суперниця соціал-демократка Сандра Торрес визнала поразку.

### Візит до України
25 липня президент Гватемали Алехандро Джамматтеї прибув до України та відвідав деокуповані населені пункти Київської області Бучу, Ірпінь та Бородянку. Пізніше провів перемовини з Президентом України Володимиром Зеленським.
У Міністерстві закордонних справ України відзначили високий рівень політичного діалогу між Україною та Республікою Гватемала, підтвердженням тому є перший в історії двосторонніх відносин офіційний візит Президента Республіки Гватемала до України (перший візит лідера латиноамериканської держави до України за останні дванадцять років).

## Нагороди
- Орден князя Ярослава Мудрого I ст. (Україна, 11 травня 2023) — за визначні особисті заслуги у зміцненні українсько-гватемальських міждержавних відносин, підтримку суверенітету та територіальної цілісності України[15]